# Polomka
Polomka (bis 1927 slowakisch auch „Polonka“; ungarisch Garamszécs – bis 1902 Polonka) ist eine Gemeinde in der Mittelslowakei. Sie liegt im oberen Grantal am Fuße der Niederen Tatra und der Muránska planina, 19 km von Brezno entfernt.

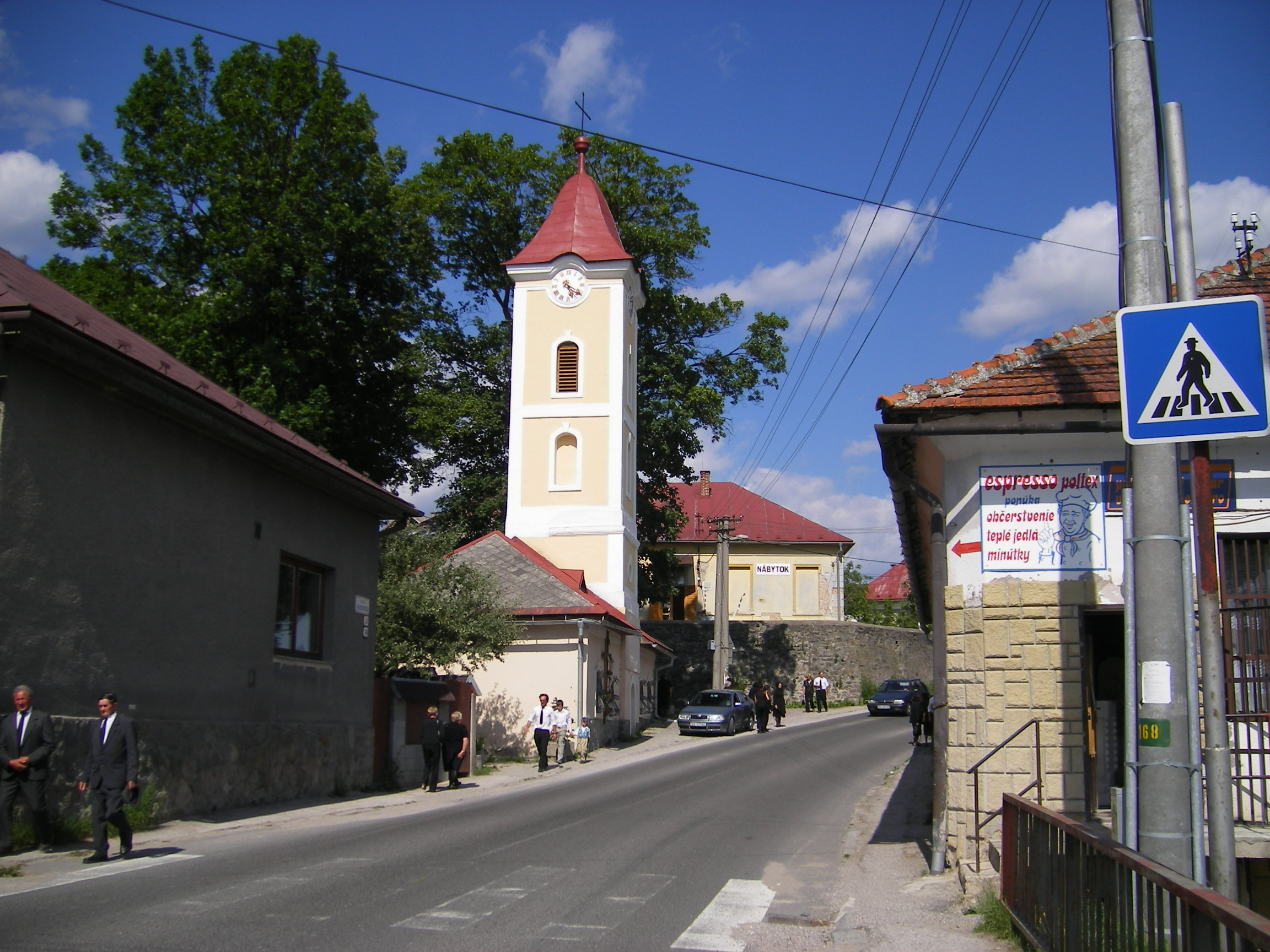
Blick auf die Hauptstraße der Gemeinde

Der Ort wurde wahrscheinlich schon im 14. Jahrhundert gegründet und gehörte zur Herrschaft von Burg Muráň. Die erste schriftliche Erwähnung stammt jedoch aus dem Jahr 1525. Im späteren Mittelalter wurden Gold, Silber und Eisenerz gefördert. Später die Einwohner lebten von Schäferei und Forstwirtschaft.
Zu den Sehenswürdigkeiten gehört die römisch-katholische Kirche des Johannes der Täufer aus dem Jahr 1669 und die Kapelle des Johannes von Nepomuk aus dem Jahr 1828. Der Ort ist auch ein Ausgangspunkt für Wanderungen im umliegenden Gebirge.
Zur Gemeinde gehört auch der Ortsteil Hámor.

## Bevölkerung
| Jahr                | 1994 | 2004    | 2014    | 2024    |
| ------------------- | ---- | ------- | ------- | ------- |
| Anzahl der Personen | 3206 | 3162    | 3028    | 2859    |
| Unterschied         |      | −1,37 % | −4,23 % | −5,58 % |

| Jahr                | 2023 | 2024    |
| ------------------- | ---- | ------- |
| Anzahl der Personen | 2864 | 2859    |
| Unterschied         |      | −0,17 % |